# Wjatscheslaw Michailowitsch Lebedew

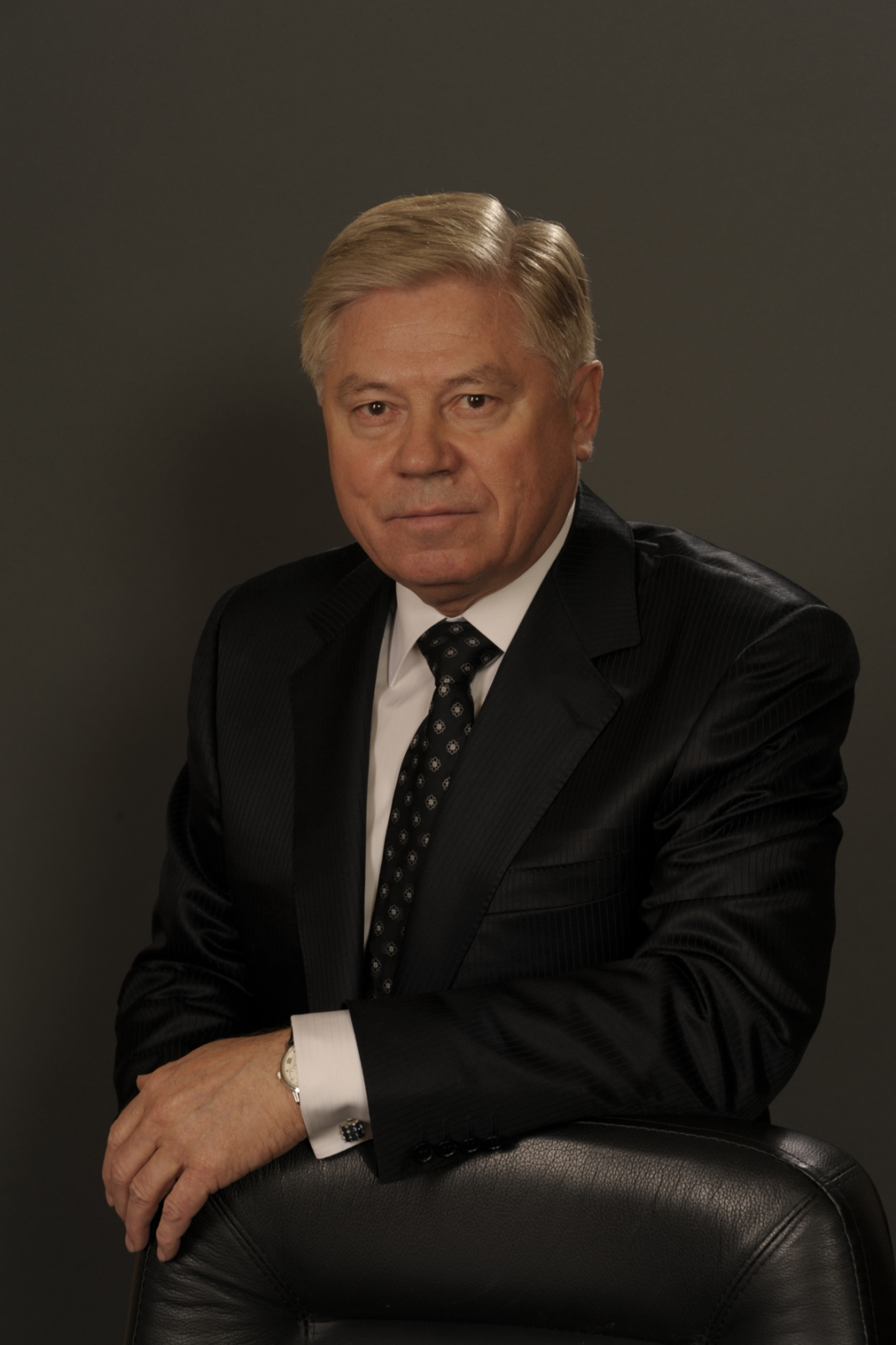
Wjatscheslaw Lebedew

Wjatscheslaw Michailowitsch Lebedew (russisch Вячеслав Михайлович Лебедев; * 14. August 1943 in Moskau, Russische RSFSR; † 23. Februar 2024 ebenda, Russland) war Vorsitzender des Obersten Gerichts der Russischen Föderation.
Am 26. Juli 1989 wurde Lebedew, der schon in der späten Sowjetzeit Dissidenten zu Verbannung und Straflager verurteilt hatte, per Dekret durch das Präsidium des Obersten Sowjets zum Vorsitzenden des Obersten Gerichts der RSFSR ernannt und am 28. Juli 1989 vom Obersten Sowjet der UdSSR bestätigt. Nach dem Ende der Sowjetunion war Wjatscheslaw Lebedew seit 1992 Vorsitzender des Obersten Gerichts der Russischen Föderation. Lebedew wurde zuletzt 1999, 2007 und 2012 im Amt bestätigt. Am 2. Mai 2014, nach der Vereinigung des Obersten Gerichts und des Obersten Schiedsgerichts der Russischen Föderation, und am 25. September 2019 wurde er erneut vom Föderationsrat als Vorsitzender bestätigt.